# فرودگاه شهری ریدلی
 فرودگاه شهری ریدلی (به انگلیسی: Reedley Municipal Airport) یک فرودگاه همگانی بهره‌برداری هوایی است که یک باند فرود آسفالت دارد و طول باند آن ۱۰۰۶ متر است. این فرودگاه در کشور ایالات متحده آمریکا قرار دارد و در ارتفاع ۱۱۶٫۷ متری از سطح دریا واقع شده است.